# Raymond Ier des Baux
Raymond de Baux, né entre 1075 et 1095 et mort en 1149 à Barcelone, seigneur de Marignane[réf. nécessaire] et des Baux, joue un rôle politique important dans la Provence de la première moitié du XIIe siècle, dans le cadre du conflit entre les comtes de Provence et de Barcelone et les comtes de Toulouse.

## Biographie

### Origines familiales
Il est le fils de Guillaume Hugues, 3e seigneur des Baux, et de Vierna de Pasquière[réf. nécessaire].
Il a un frère aîné, Guillaume.

### Débuts en Terre sainte (1104-1110)
À la suite de la première croisade, il accompagne en 1104 son frère en Terre sainte.
Le 31 janvier 1105, il est parmi les témoins au testament de Raymond de Saint Gilles, comte de Toulouse.
Il rentre en Provence en 1110.

### Au service deRaymond-BérengerIII, comte de Barcelone
En 1112, Raimond-Bérenger III, comte de Barcelone, époux de Douce de Gévaudan, comtesse de Provence (et dame d'autres lieux), se voit confier par son épouse ses droits sur la Provence.
En 1114, Raymond équipe sept galères pour participer à une expédition organisée par le comte de Provence et de Barcelone contre les Sarrasins, qui se sont emparés des Baléares. Il leur reprend l'île de Majorque. Pour lui témoigner sa gratitude, Raymond-Bérenger lui concède l'année suivante le fief de Berre.

### Durant les guerres entreRaymond-BérengerIIIet le comte de Toulouse
Il intervient d'abord en faveur du comte de Barcelone au début de la guerre que celui-ci soutient contre Alphonse Jourdain, comte de Toulouse, au sujet de la Provence.
C'est au cours de cette guerre, qu'il obtient vers 1116 la main d'Étiennette de Provence, sœur de Douce de Gévaudan.[réf. nécessaire] Il devient donc le beau-frère du comte de Barcelone et de Provence.
Pendant les luttes pour la possession de la Provence entre Raymond-Bérenger et Alphonse Jourdain, comte de Toulouse (1109-1125), apparemment Raymond restera à l’écart même s'il s'alliera au comte de Toulouse afin de ravager la région de Saint-Gilles, ce qui lui valut d'être excommunié le 22 juin 1121.[pas clair]
La paix est signée le 16 octobre 1125 entre les deux comtes, Alphonse Jourdain obtenant le Comtat Venaissin.

### Durant la révolte contre Bérenger-Raymond de Barcelone
Après la mort de Raymond-Bérenger III (1131), Raymond prend les armes contre le nouveau comte de Provence, le jeune Bérenger-Raymond[pas clair], avec l'appui du comte de Toulouse, des Sabran[pas clair], et d'un grand nombre de barons provençaux.

### Le début des guerres baussenques
Une fois Bérenger-Raymond mort en 1144, Raymond se rend à Wurtzbourg auprès de l'empereur Conrad III pour obtenir de lui l'investiture du comté de Provence. Conrad, en des termes ambigus[pas clair], la lui accorde le 4 août 1145 et lui attribue aussi le droit de battre monnaie à Arles, Aix et dans le château de Trinquetaille, avec le pouvoir de la faire librement circuler dans tout le royaume de Provence[pas clair].
Muni de ce diplôme, il continue la lutte contre Raymond-Bérenger le Vieux, oncle de Raymond-Bérenger II[pas clair].
La guerre sévit à Arles dont les tours sont rasées, atteignant son paroxysme vers 1145. À cette date, Raymond-Bérenger vient en Provence et rallie bon nombre de seigneurs, qui font leur soumission à Tarascon en février 1146.
Lorsque Alphonse Jourdain part pour la deuxième croisade en 1148, Raymond de Baux se retrouve isolé.
En 1147, il fait donation du domaine de Silvacane au monastère de Sainte-Marie de Morimond pour permettre aux moines la fondation d’une église et d’un nouveau monastère.
En 1149, il part à Barcelone faire sa soumission et obtenir la restitution du château de Trinquetaille. Il y meurt peu après. Une autre source[réf. nécessaire] indique qu'il a été fait prisonnier et qu'il est mort en prison.
Son fils Hugues II lui succède.

## Famille
Il se marie en 1116 avec Étiennette de Provence (morte après 1160), fille de Gilbert, vicomte de Gévaudan, de Millau et de Carlat, et de Gerberge d'Arles, comtesse héritière de Provence. Elle lui donna plusieurs enfants :
- Hugues II, mort en Sardaigne en 1179, qui lui succède comme seigneur des Baux ;
- Guillaume, qui en 1130 cède avec ses frères des droits de passage au monastère de Boscodon. En 1150, après la mort de son père, il se soumet au comte de Provence, devient chevalier de l'ordre de Saint-Jean de Jérusalem et meurt au printemps 1160 ;
- Bertrand Ier, mort vers 1181, seigneur des Baux après son frère, marié à Thiburge II, comtesse héritière d'Orange ;
- Alasacie, citée en 1142 et mariée à Pierre de Lambesc[4] ;
- Gilbert, cité en 1137, mort en 1160 ;
- peut-être Matelle, mariée successivement à Pierre II de Gabarret, vicomte de Béarn, puis à Pierre-Centulle III, comte de Bigorre.